# Correio do Sul
Correio do Sul (en español: Correo del Sur) fue un periódico diario brasileño, publicado en Bagé, RS, que circuló desde 1914 hasta 2008.
Pasó por varios períodos de dificultades económicas y financieras, habido suspendido sus operaciones en 1994 y 2003. Se extinguió finalmente el 31 de diciembre de 2008.